# کارآموزی دادی کراویتز
کارآموزی دادی کراویتز (انگلیسی: The Apprenticeship of Duddy Kravitz) فیلمی در ژانر درام و کمدی به کارگردانی تد کاچف است که در سال ۱۹۷۴ منتشر شد. از بازیگران آن می‌توان به ریچارد درایفس، جک واردن، رندی کواید، دنهلم الیوت، و ژوزف وایزمن اشاره کرد. این فیلم برنده خرس طلایی از جشنواره فیلم برلین شده است.